# Episcaphula
Episcaphula é um género de coleópteros da família Erotylidae.